# Àrea marina de Tagomago
Àrea marina de Tagomago este o arie protejată (arie specială de conservare — SAC, sit de importanță comunitară — SCI) din Spania întinsă pe o suprafață de 744 ha, integral marine.

## Localizare
Centrul sitului Àrea marina de Tagomago este situat la coordonatele 39°01′31″N 1°37′38″E / 39.0253°N 1.6273°E.

## Înființare
Situl Àrea marina de Tagomago a fost declarat sit de importanță comunitară în aprilie 2004 pentru a proteja 2 specii de animale. Situl a fost protejat și ca arie specială de conservare în august 2022.

## Biodiversitate
Situată în ecoregiunile marină mediteraneană și mediteraneană, aria protejată conține 1 habitat natural: Straturi cu Posidonia (Posidonion oceanicae).
La baza desemnării sitului se află mai multe specii protejate:
- mamifere (1): delfin mare (Tursiops truncatus)
- reptile (1): Caretta caretta